# Об'єднана слідча група
Об'єднана слідча група (англ. Joint investigation team, JIT) — це правоохоронні та судові групи, створені спільно національними слідчими органами країн ЄС для боротьби з транскордонною злочинністю. Об'єднані слідчі групи координують розслідування та переслідування, які паралельно проводяться кількома країнами.

## Опис
Об'єднана слідча група створюється на основі угоди між компетентними органами — як судовими (суддями, прокурорами, слідчими суддями), так і правоохоронними органами — двох або більше  держави-члени Європейського Союзу. Їх можуть підтримати Євроюст та Європол, судові та правоохоронні органи ЄС. Умови їх діяльності ґрунтуються на Типовій угоді Європолу про створення об'єднаної слідчої групи, доданій до Резолюції Ради Європи 2017/C 18/01.

## Історія

### MH-17
Після збиття Рейсу 17 Малайзійських авіаліній у липні 2014 року була утворена об'єднана слідча група  проведення кримінального розслідування з представниками Австралії, Бельгії, Малайзії, Нідерландів та України.

### EnroChat
У квітні 2020 р. Національна жандармерія Франції та голландська поліція створили об'єднану слідчу групу для розслідування провайдера безпечного зв’язку EncroChat, якою користувалися близько 60 000 абонентів на момент її закриття; майже всі вони були злочинцями.

### Трибунал по Росії
П'ять членів Об'єднаної слідчої групи брали участь на початковому етапі ICPA (International Centre for the Prosecution of the Crime of Aggression Against Ukraine).